# 西武町
西武町（せいぶまち）は埼玉県の南西部、入間郡に属していた町。現在の入間市、西武地区付近にあたる。
農業のほか手芸用レースを初めとする繊維産業が盛んな町であった。現在も入間市立西武公民館や入間市立西武小学校などにその名をのこす。

## 地理
- 河川：入間川、霞川

## 歴史
- 1889年（明治22年）4月1日 - 町村制施行により、小谷田村、新久村が合併し入間郡東金子村（ひがしかねこむら）が成立する[2]。
- 1954年（昭和29年）4月1日 - 前年施行された町村合併促進法により、飯能市の一部（野田、仏子、新光の一部）を編入、町制施行、即日改称し西武町となる[1][3]。 町役場を大字仏子に設置。町名は旧・武蔵国の西部にあたることによる[4]。
- 1955年（昭和30年）11月11日 - 昭和天皇が行幸（地方事情視察の一環）。平仙レース工場などを視察[5]。
- 1956年（昭和31年）9月30日 - 町の一部（旧・東金子村）が豊岡町、金子村、宮寺村、藤沢村と合併し武蔵町を新設する[3]。これにより町の面積は4.66 km2となり、埼玉県で最小の自治体となった[4]。
- 1967年（昭和42年）4月1日 - 入間市へ編入する。

## 交通

### 鉄道
- 西武鉄道
  - 池袋線：仏子駅 - 元加治駅